# Curtis Martin
Pour les articles homonymes, voir Martin.
Pro Football Hall of Fame 2012
(en) Statistiques sur pro-football-reference
Curtis James Martin, Jr., né le 1er mai 1973 à Pittsburgh, est un joueur américain de football américain ayant évolué au poste de running back. Il a joué 12 saisons dans la National Football League (NFL) pour les Patriots de la Nouvelle-Angleterre (1995 à 1997) et les Jets de New York (1998 à 2006).

## Biographie

### Carrière universitaire
Étudiant à l'université de Pittsburgh, il a joué pour les Panthers de Pittsburgh de 1991 à 1994.

### Carrière professionnelle
Il est sélectionné à la 74e place par les Patriots de la Nouvelle-Angleterre lors de la draft 1995 de la NFL, mais réalise l'essentiel de sa carrière aux Jets de New York.

## Statistiques
| Année              | Équipe                             | MJ                 |                       | Courses               | Courses               | Courses               | Courses |       | Passes réceptionnées | Passes réceptionnées | Passes réceptionnées | Passes réceptionnées |  | Fumbles | Fumbles |
| Année              | Équipe                             | MJ                 | Nb.                   | Yards                 | Moy.                  | TD                    | Nb.     | Yards | Moy.                 | TD                   | Nb.                  | Perdus               |  |         |         |
| 1995               | Patriots de la Nouvelle-Angleterre | 16                 | 368                   | 1 487                 | 4                     | 14                    | 30      | 261   | 8,7                  | 1                    | 5                    | 3                    |  |         |         |
| 1996               | Patriots de la Nouvelle-Angleterre | 16                 | 316                   | 1 152                 | 3,6                   | 14                    | 46      | 333   | 7,2                  | 3                    | 4                    | 3                    |  |         |         |
| 1997               | Patriots de la Nouvelle-Angleterre | 13                 | 274                   | 1 160                 | 4,2                   | 4                     | 41      | 296   | 7,2                  | 1                    | 3                    | 2                    |  |         |         |
| 1998               | Jets de New York                   | 15                 | 369                   | 1 287                 | 3,5                   | 8                     | 43      | 365   | 8,5                  | 1                    | 5                    | 1                    |  |         |         |
| 1999               | Jets de New York                   | 16                 | 367                   | 1 464                 | 4                     | 5                     | 45      | 259   | 5,8                  | 0                    | 2                    | 0                    |  |         |         |
| 2000               | Jets de New York                   | 16                 | 316                   | 1 204                 | 3,8                   | 9                     | 70      | 508   | 7,3                  | 2                    | 2                    | 2                    |  |         |         |
| 2001               | Jets de New York                   | 16                 | 333                   | 1 513                 | 4,5                   | 10                    | 53      | 320   | 6                    | 0                    | 2                    | 2                    |  |         |         |
| 2002               | Jets de New York                   | 16                 | 261                   | 1 094                 | 4,2                   | 7                     | 49      | 362   | 7,4                  | 0                    | 0                    | 0                    |  |         |         |
| 2003               | Jets de New York                   | 16                 | 323                   | 1 308                 | 4                     | 2                     | 42      | 262   | 6,2                  | 0                    | 2                    | 2                    |  |         |         |
| 2004               | Jets de New York                   | 16                 | 371                   | 1 697                 | 4,6                   | 12                    | 41      | 245   | 6                    | 2                    | 2                    | 0                    |  |         |         |
| 2005               | Jets de New York                   | 12                 | 220                   | 735                   | 3,3                   | 5                     | 24      | 118   | 4,9                  | 0                    | 2                    | 1                    |  |         |         |
| 2006               | Jets de New York                   |                    | N'a pas joué (blessé) | N'a pas joué (blessé) | N'a pas joué (blessé) | N'a pas joué (blessé) |         |       |                      |                      |                      |                      |  |         |         |
| Totaux en carrière | Totaux en carrière                 | Totaux en carrière | 3 518                 | 14 101                | 4                     | 90                    | 484     | 3 329 | 6,9                  | 10                   | 29                   | 16                   |  |         |         |